# Spongilla macrospiculata
Spongilla macrospiculata är en svampdjursart. Spongilla macrospiculata ingår i släktet Spongilla och familjen Spongillidae.

## Underarter
Arten delas in i följande underarter:
- S. m. tylotina
- S. m. typica